# Juan Ponce de León
Juan Ponce de León (Spanyolország, San Servos, León, 1460 – Kuba, 1521 júliusa) spanyol konkvisztádor (spanyol felfedező).
Nemesi családból származott. Az aragóniai királyi udvarban apródként szolgált, majd részt vett a Granada (az utolsó mór állam az Ibériai félszigeten)  elleni hadjáratban. Ponce de León 1502-ben feleségül vette egy Santo Domingói fogadós lányát, Leonort. Három lányuk, Juana, Isabel és Mária, valamint egy fiuk, Luis született. Mária és Luis Salvaleónban, a hispaniolai településen született.[forrás?]
Kolumbusz második útjának (1493) egyik résztvevője, Santo Domingo meghódítója, Puerto Rico gyarmatosítója és kormányzója (1508–1511 és 1515–1519 között).

## Megérkezése az új világba
Első önálló útját az új világba saját maga finanszírozta.  1509-ben megérkezett Hispaniolába. Higüey helyi kormányzója lett. Itt tartózkodása idején sok történetet hallott Borinquen gazdagságáról (ma Puerto Rico), így engedélyt szerzett, hogy hivatalosan oda utazhasson s megalapítsa az első európai települést, Caparrát (San Juan).  A taino indiánok (más néven aravak indiánok) barátságosan fogadták, s hamarosan ellenőrzése alá vonta a szigetet. Ennek eredményeként kinevezték Puerto Rico első kormányzójává. A taino indiánokat a spanyolok munkába fogták a bányákban, s az erődök építésére. A bennszülöttek nagy számban  haltak meg az európaiak által bevitt betegségektől, amelyre ők maguk immunisak voltak. Kormányzósága alatt nagy vagyonra tett szert.

## Első útja Floridába
1512-ben hivatalát kénytelen volt elhagyni Diego Colón, Kolumbusz Kristóf fia javára.  Mivel nem kívánta Colónt szolgálni, vitorlát bontott s elindult Florida felé. 1513-ban Ponce de León expedíciót indított Alaminos, Kolumbusz negyedik útjának egyik kapitánya irányításával Kubától északra. Célja állítólag a mesebeli Bimini-szigetek elérése volt, ahol a legenda szerint az örök ifjúság forrása fakad. Két karavellára való hajósnéppel futott ki, akik között sok beteg és idős is helyet kapott, mondván: a szigeteken úgyis mind meggyógyulnak és megifjodnak. Március 3-án a Bahamák felé indultak és átkutatták a szigeteket, de nem jártak sikerrel. A betegek közül sokan meghaltak útközben, de a felfedezők tovább hajóztak nyugatra. 1513. március 27-én szárazföldet pillantottak meg, amit olyan virágzónak találtak, hogy Floridának nevezték el. (Egy másik változat szerint megérkezésük egy héttel a spanyol húsvét utáni időre esett (Pascua), így a félszigetet elnevezte “La Florida”-nak. Április 2-án partra is szálltak valahol a mai Saint Augustine-től délre. Végigkutatták a szigetnek hitt félsziget partvidékét az északi szélesség 30°-ig, birtokba vették a területet, és többször összecsaptak a bennszülöttekkel. Végül felfedezték a Golf-áramlatot, majd keletnek fordultak és feltérképezték a Bahamák egészét, azonban a csodálatos szigeteket nem találták meg.

## „Az ifjúság forrása”
A kudarcba belenyugodni nem tudó de León újra elindította Alaminost, aki azzal a hamis hírrel tért vissza, hogy megtalálta a szigeteket és a forrást. Az eredményekre való tekintettel a kormányzó megkapta Florida és a Bahama-szigetek gyarmatosításának jogát, de csak 1521-ben indult útnak 200 ember élén.
Az örök élet forrásának kutatására irányuló expedíció legendája – újabb kutatások szerint – azonban csupán politikai intrika eredménye. A legendát Gonzalo Fernández de Oviedo y Valdés, spanyol udvari krónikás, Ponce de León riválisának, Diego Colónnak (Kolumbusz fia) a híve terjesztette, hogy lejárassa Ponce de Leónt.

## Utolsó útja Floridába
Puerto Ricó-ból indulva 1521. július 1-jén ezúttal Florida nyugati partján kötött ki, hogy megalapítson egy állandó spanyol települést. A helyi indiánok heves támadással fogadták őket. Ponce de León maga is megsebesült, egy mérgezett nyíl találta el. A legközelebbi spanyol kórház Havannában volt, ahol pár nappal később belehalt sérüléseibe.

## Túlélő csapata
Ponce de León erőfeszítése az európai kolónia alapítására ugyanabban az időben történt, amikor Hernán Cortés meghódította Mexikót. Amikor de León missziója kudarcot vallott, számos embere csatlakozott Cortés seregéhez.

## Érdemei
Ponce de León egyik legfontosabb felfedezése a ma Golf-áramlat néven ismert erőteljes tengeri áramlás felismerése az Atlanti-óceánban, amely mint hajózási “útvonal” segítette a spanyol hajókat visszatérni az európai kontinensre. 1513-ban felfedezte a meglepő tényt, hogy nem tud az áramlással szemben hajózni, akármilyen erős a szél.
Gyakran neki tulajdonítják, hogy ő volt az első spanyol, aki az észak-amerikai földrészre tette a lábát. Azonban ez nem fedi a teljes valóságot,  mivel 1511-ben sevillai Andres de Morales megelőzte őt.
43 év telt el mielőtt végre az első állandó európai kolóniát létrehozták a floridai félszigeten.
Korának babonás világa tette felfedezővé, pedig inkább volt katona, mint kutató.